# Урено-Карлинское
Уре́но-Ка́рлинское — село в Карсунском районе Ульяновской области России. Административный центр Урено-Карлинского сельского поселения.

## География
Село расположено на речках Урень и Холмогорка, в 21 км к северо-востоку от Карсуна, в 80 км западнее Ульяновска. Через село проходит федеральная трасса Р178.

## История
Село было основано в 1649 году в ходе строительства Симбирской черты как казачья слобода и получило название Уренская Карлинская Слобода. Первыми жителями слободы были казаки-переведенцы с реки Карлы, защищавшие Карлинскую черту. В 1670 году местные жители  поддержали восстание Степана Разина.  В 1697 году казаков с семьями переселили в город Азов, а слобода стала владельческим селом.  
В боях с повстанцами сложили головы два подряд симбирских коменданта – полковник Чернышев и полковник Рычков, убитый в нервном бою с отрядом восставших в окрестностях Урено-Карлинской слободы в августе 1774 года во время Восстания Пугачёва.  
Во второй половине XVIII века императрица Екатерина II дарует графу Христофору Сергеевичу, сыну Миниха Иоганна Эрнстовича (Сергей Христофорович), внуку фельдмаршала Миниха императрицы  Анны Иоанновны. После смерти графа Уренско-Карлинское и прилегающие земли перешли к дворянам Исленьевым, родственникам мужа его дочери.  
В 1780 году, при создании Симбирского наместничества, село Уренская Карлинская Слобода, при речке Урене и при ключе, вошло в состав Карсунского уезда. С 1796 года — в составе Симбирской губернии. 
В 1800 году графом Христофором Сергеевичем Минихом отсюда были переселены 173 жителя в новооснованную деревню Новый Урень . 
В 1859 году в Уренско-Карлинской Слободе (Архангельское), расположенной на оживлённом Московском тракте, имелось волостное правление, сельское училище и почтовая станция. В ней было 350 дворов, в которых проживало 2905 жителей. В 1863 году была открыта земская школа. В 1877 году прихожанами, в центре Уренско-Карлинской слободы, на высоком берегу реки Урень, был построен красивый каменный храм во имя Николая Чудотворца с тремя престолами: главный — в честь Вознесения Господня и в приделах: один во имя Святителя и Чудотворца Николая, а другой — во имя Архистратига Божия Михаила. На кладбищах построены две деревянные часовни. В 1874 году в селе открывается телеграф, а в 1906 году устанавливается телефон. С 1 февраля 1899 года отсюда в село Языково была переведена почтово-телеграфная станция.   
В 1918 году в селе был создан Уренско-Карлинский сельсовет, куда вошло и сельцо Вознесенское, с административным центром в Уренско-Карлинской Слободе. В 1924 году была образована первая артель (ТОЗ).  В 1928 году, при административно-территориальном деление уездов на районы, село Уренско-Карлинское было переименовано на Урено-Карлинское, в том же году в селе был построен кирпичный завод. В 1930 году был создан промкомбинат с 14 рабочими, а в следующем году в селе организуется колхоз «1 Мая». В 1939 году в Урено-Карлинском была образована машинно-тракторная станция, которая обслуживала техникой несколько близлежащих сёл.  
В годы Великой Отечественной войны на полях сражений погиб 431 житель села.  
В 1958 году был образован совхоз «Языковский», куда вошёл и Урено-Карлинский колхоз «1 Мая». Сюда же вошли сёла: Теньковка, Белозерье, Усть-Урень и Прислониха. Но в 1963 году совхоз «Языковский» был разделён и на его базе образован совхоз «Уренский», куда входили также сёла Белозерье и Усть-Урень. Но и его вновь разделили, образовав совхозы «Уренский», «Белозерский», «Усть-Уренский».  
В конце 1980-гг. были объединены Урено-Карлинский сельсовет и Мало-Копышевский сельсовет (д. Малая Копышевка, с. Спасское Куроедово, д. Уренская Копышевка, д. Холмогорская Слобода) в один — Урено-Карлинский.  
В 2005 году Урено-Карлинское стало административным центром  Урено-Карлинского сельского поселения. 
Ныне в селе размещаются администрация Урено-Карлинского сельского поселения, Урено-Карлинская школа, почтовое отделение, сельский дом культуры, магазины. Рядом с федеральной трассой находятся мини-рынок и кафе.

## Состав села
До объединения в одно село, существовало несколько селений:
- Ка́рлинское (бывшая с. Уренско-Карлинская Слобода)[9] — являлось самым большим поселением.
- Горо́вка (с. Вознесенское)[10][9] — находилось за рекой Урень.
- Холмого́ры (бывшая д. Холмогорская Слобода (с-цо Колмогорская)[11])[12] — деревня, находящаяся в самом центре села, (ныне ул. Холмогорская Слобода, Холмогорский пер., Холмогорский 1-й пер., Холмогорский 2-й пер.).

- Ерзо́вка — самое малое поселение, насчитывало не более 10 дворов.
- Малая Копышо́вка [13][14] — село, находившиеся вдоль дороги на Чуфарово, (ныне ул. Малая Копышовка).
- Китовка (д. Уренская Копышовка)[9]  — располагалось на юго-западе села, 20-30 дворов, (ныне ул. Копышовская).
- Курое́дово (с. Спасское Куроедово)[15] — было вторым по величине, около половины жителей составляли староверы, (ныне ул. Спасс Куроедовская).
- Посёлок МТС[16] — машинно-тракторная станция, рядом с которой были возведены двухэтажные дома.

## Улицы
В селе есть следующие улицы и переулки:
- ул. Ивана Горина
- Ивановский пер
- ул. Конечная
- ул. Копышовская
- ул. Малая Копышовка
- ул. Пименова
- ул. Полевая
- ул. Советская
- Советский пер
- ул. Спасс Куроедовская
- ул. Холмогорская Слобода
- Холмогорский пер
- Холмогорский 1-й пер
- Холмогорский 2-й пер
- ул. Школьная

## Население
| 2010 |
| ---- |
| 819  |

- В 1780 году в селе Уренская Карлинская Слобода, при речке Урене и при ключе, жило 766 ревизских душ.[3]

- В 1859 году в Уренско-Карлинской Слободе (Архангельское) было 350 дворов, 2905 жителей[5].

- К концу XIX века в селе насчитывалось 318 дворов, более 2500 жителей.

- В 1913 году в селе насчитывалось 360 дворов, более 2400 жителей (русские);

- В 1924 году в Уренско-Карлинском было 435 дворов, 2241 житель.[9]
- В 1927 году — 431 двор и 2057 жителя.

- В 1976 году в селе насчитывалось 393 двора, 884 жителя.

| 1926 | 1959 | 1970 | 1979 | 1989 | 2002 | 2010 |
| ---- | ---- | ---- | ---- | ---- | ---- | ---- |
| 2057 | 1680 | 1118 | 602  | 550  | 423  | 1020 |

## Достопримечательности
- В 1967 году в селе был возведён памятник воинам-односельчанам, погибшим в Великую Отечественную войну.
- Барский дом XIX века (Решение Ульяновского облисполкома от 12.02.1990. № 79).
- Храм во имя Николая Чудотворца, основательно разрушенный в 1930-е годы.
- В Урено-Карлинской школе действует музей «Крестьянская изба второй половины XIX — начала XX века».
- Рядом с селом имеется участок земляного вала Симбирской черты, на котором в 2009 году был возведён поклонный крест.

## Известные уроженцы и жители
- Иван Тимофеевич Пименов — Герой Советского Союза.
- Самсонов, Юрий Григорьевич — советский хозяйственный, государственный и политический деятель.
- Валуев, Дмитрий Александрович — русский историк и общественный деятель.
- Диодор (Исаев) — епископ Русской православной церкви. С 1983 по 1993 год обучался в местной школе.